# مالك منصور ميرزا شعاع السلطانة
الأمير مالك منصور ميرزا (بالفارسية: شاهزاده ملک منصور میرزا) (1880–1922) هو أمير إيراني من السلالة القاجارية، كان الابن الثاني لمظفر الدين شاه، شقيق محمد علي شاه قاجار، وأبو الفتح ميرزا سالار الدولة وأبو الفضل ميرزا.
ولد في تبريز في 30 آذار 1880 وتلقى تعليمه على يد مدرسين خصوصيين. كان حاكمًا في عام 1897، وحاكمًا عامًا لفارس في عامي 1901 و1902 و1904. حصل على وسام الصورة الإمبراطورية ووسام النشان الأقدس من الدرجة الثانية ووسام الأسد والشمس [الإنجليزية]
 من الدرجة الأولى من والده. تُوفي في طهران في 6 تشرين الثاني 1922.
وهو جد عائلة مالك منصور.

## الأوسمة
- وسام الصورة الملكية والإمبراطورية (تمسال همايون) لبلاد فارس
- الدرجة الثانية من وسام نشان أقدس الفارسي
- الدرجة الأولى من وسام الأسد والشمس [الإنجليزية]
 الفارسي
- الدرجة الأولى من وسام التاج الفارسي
- وسام الصليب الأعظم (لوسام ليوبولد [الإنجليزية]
) النمساوي
- وسام الشرف الرفيع (نيشان علي امتياز) من تركيا

## روابط خارجية
- السيرة الذاتية المصورة لمالك منصور ميرزا، صفحات قاجار